# Chthonius stammeri
Chthonius stammeri är en spindeldjursart som beskrevs av Beier 1942. Chthonius stammeri ingår i släktet Chthonius och familjen käkklokrypare. Inga underarter finns listade i Catalogue of Life.